# Јадници
Јадници (фр. Les Misérables) роман је Виктора Игоа у пет томова, први пут објављен 1862. То је био један од првих бестселера у модерном издаваштву. Реч је о узбудљивом моралистичко-хуманистичком роману у којем Иго осликава широку друштвену фреску Француске, доба после Француске револуције и Наполеонових ратова. Виктор Иго је написао Јаднике за време егзила на острву Џерси (1860—1862).
У свету енглеског говорног подручја роман се обично назива оригиналним француским насловом. Међутим, коришћено је неколико алтернатива, укључујући „Несрећне“, „Јадне“, „Јаднице“, „Сиромашнице“, „Јадне сиротице“, „Жртве“. Почевши од 1815. године, и кулминирајући Јунском побуном 1832. у Паризу, роман прати животе и интеракције неколико ликова, посебно борбе бившег осуђеника Жана Валжана и његово искуство искупљења.

## Облик романа
Аптон Силер описао је роман као „један од пола туцета највећих романа на свету”, и приметио да је Иго у предговору изложио сврху књиге Les Misérables:
Све док ће, по закону и обичају, постојати друштвена осуда, која, пред цивилизацијом, вештачки ствара паклове на земљи и компликује божанску судбину људском фаталношћу; све док три проблема доба - деградација човека сиромаштвом, пропаст жена гладовањем и ниподаштавање детињства физичком и духовном ноћи - нису решена; све док су у неким регионима могућа друштвена гушења; другим речима, и са још шире тачке гледишта, све док незнање и беда остају на земљи, овакве књиге не могу бити бескорисне.
 

Пред крај романа, Иго објашњава свеобухватну структуру дела:
Књига коју читалац има у овом тренутку пред собом је, с краја на крај, у целости и детаљима ... напредак од зла ка добру, од неправде до правде, од лажи до истине, из ноћи у дан, од апетита до савести, од корупције до живота; од бестијалности до дужности, од пакла до раја, од ништавила до Бога. Почетна тачка: материја, одредиште: душа. Хидра на почетку, анђео на крају.
Роман у целини је један од најдужих икада написаних, са 655.478 речи на оригиналном француском. Иго је објаснио своје амбиције за роман свом италијанском издавачу:
Не знам да ли ће то сви читати, али намењено је свима. Адресирају се Енглеска, Шпанија, Италија, Француска, Немачка и Ирска, републике у којима обитавају робови, као и царствима која имају кметове. Социјални проблеми превазилазе границе. Ране човечанства, те велике ране којима је запрљан свет, не заустављају се на плавим и црвеним линијама исцртаним на мапама. Где год људи живе у незнању или очају, где год жене продају себе за хлеб, где год деци недостаје књига за учење или топло огњиште, Les Misérables куца на врата и говори: „отворите, ја сам овде за вас“.

### Дигресије
Више од четвртине романа - по једном броју 955 од 2.783 страница - посвећено је есејима који заступају моралну тачку или приказују Игово енциклопедијско знање, али не унапређују заплет, па чак ни подзаплет, што је метод који је Иго користио и у другим делима као што су Богородичина црква у Паризу и Трудбеници мора. Један биограф је приметио да се „дигресије генија лако опраштају“. Теме које Иго обрађује укључују затворене верске редове, изградњу париске канализације, сленг и бескућну децу у Паризу. Тему о самостанима он назива „Заградама“ како би упозорио читаоца на њену небитност за ток приче.
Један критичар назвао је ово „духовном капијом“ за роман, јер његов случајни сусрет са Тенардјером и пуковником Понтмерсијем наговештава тако велики број сусрета у роману „спајајући случајност и неопходност“, „суочавање херојства и зликовства“.
Чак и кад се не окреће другим темама изван своје приповести, Иго понекад прекида једноставно навођење догађаја, његов глас и контролу над причом неограничени временом и редоследом. Роман се отвара изјавом о бискупу у Дињеу 1815. године и одмах се преусмерава: „Иако се ови детаљи ни на који начин у суштини не тичу онога што имамо да испричамо ...“ Тек након 14 поглавља Иго поново хвата уводну нит, “У првим данима месеца октобра 1815. године ... “, да представи Жана Валжана.

## Игови извори
Инцидент којем је Иго сведочио 1829. године укључује три странца и полицајца. Један од странаца био је човек који је украо векну хлеба, сличну Жану Валжану. Полицајац га је водио до кола. Лопов је такође видео мајку и ћерку како се играју једна с другом, што би била инспирација за Фантин и Косета. Иго је замислио живот човека у затвору и мајке и ћерке раздвојених једна од друге.
Валжанов лик је донекле заснован на животу бившег осуђеника Ежена Франсое Видока. Видок је постао шеф тајне полицијске јединице, а касније је основао прву француску приватну детективску агенцију. Он је такође био бизнисмен и био је надалеко познат по свом друштвеном ангажовању и филантропији. Видок је такође инспирисао Игова дела „Клод Ге“ и Le Dernier jour d'un condamné (Последњи дан осуђеног човека).
Видок је 1828. године, тад већ помилован, спасао једног од радника у својој фабрици папира подигавши тешка колица својим раменима као што то чини Валжан. Игоов опис Валжана који спасава морнара на Ориону проистекао је скоро реч по реч из писма барона Ла Ронсјера које описује такав инцидент. Иго је користио Биенвену де Миолиса (1753–1843), |бискупа у Дињу током времена у којем Валжан сусреће Мириел, као узор за Мириел.
Иго је одлазак затвореника из Тулонског затвора искористио у једној од својих раних прича, Последњи дан осуђеног. Он је отишао је у Тулон да посети тај затвор 1839. године и водио опсежне белешке, мада је књигу почео да пише тек 1845. На једној од страница својих белешки о затвору, великим словима је написао могуће име свог хероја. : „ЖАН ТРЕЖОН”. Када је књига коначно написана, Трежон је постао Валжан.
Иго је 1841. спасио проститутку од хапшења због напада. Кратки део свог дијалога са полицијом искористио је приказујући Валжаново спасавање Фантине у роману. Дана 22. фебруара 1846, када је започео рад на роману, Иго је био сведок хапшења крадљивца хлеба, док су војвоткиња и њено дете немилосрдно посматрали сцену из своје кочије. Он је летовао неколико пута Монтреј-сур-Меру.
Током побуне 1832. године, Иго је шетао улицама Париза, видео је барикаде које су му блокирале пут на неколико места, и морао се склонити од пуцњаве.‍:173–174 Он је директније учествовао у устанку у Паризу 1848. године.‍:273–276
Виктор Иго је инспирацију црпио из свега што је чуо и видео, записујући то у свој дневник. У децембру 1846. године био је сведок свађе између старице која је пребирала по смећу и бескућног детета које је могао бити Гаврош. Он се такође информисао личним прегледом париских Консержера 1846, и Ватерлуа 1861, прикупљањем података о неким индустријама, о платама и животном стандарду људи радничке класе. Замолио је своје љубавнице, Леони Доне и Жулијет Друе, да му испричају о животу у самостанима. У заплет је уносио и личне анегдоте. На пример, брачна ноћ Маријуса и Косет (Део V, Књига 6, Поглавље 1) одвија се 16. фебруара 1833. године, што је уједно и датум када су Иго и његова доживотна љубавница Жулијет Друе водили љубав први пут.

## Радња
Роман прати живот главног јунака Жана Валжана, бившег робијаша број 24601, који тражи начин да се искупи и започне нови живот. Поред њега, у роману се појављује галерија споредних јунака са својим причама, судбинама и емоцијама. У Јадницима се разматрају проблеми добра и зла, правде и закона, политике и религије, а све у контексту француске историје и карактеристичних судбина главних протагониста.
Преведен је на више страних језика. Први превод на српски језик урадио је Мита Ракић у 19. веку.

## Главни ликови
- Жан Валжан (Jean Valjean)
- Маријус Понмерси (Marius Pontmercy)
- Господин Миријел (Monseigneur Myriel), бискуп места Дињ
- Жавер (Javert), полицијски инспектор
- Фантина (Fantine)
- Козета (Cosette), Фантинина кћи
- Тенардијеови (Les Thénardier) су крчмар, његова жена и деца:
  - Гаврош (Gavroche)
  - Епонина (Éponine)
- Пријатељи абецеа (Les Amis de l'Abc)
  - Анжолра (Enjolras)

## Занимљивости
Виктор Иго је писао веома дугачке реченице; у роману Јадници једна његова реченица протеже се на неколико страница и има 823 речи и 93 зареза.